# Christian FP Kram
Christian Franz Peter Kram (* 1968 in Volkach) ist ein deutscher Komponist. 

## Leben
Kram studierte Musiktheorie bei Mauricio Rosenmann Taub und Klavier an der Folkwang-Hochschule Essen sowie Komposition bei Manfred Trojahn an der Robert Schumann Hochschule Düsseldorf und bei Peter Herrmann an der Hochschule für Musik und Theater „Felix Mendelssohn Bartholdy“ Leipzig. Mit einem Stipendium des Freistaates Sachsen war er Meisterschüler in Leipzig. Danach war er wiederholt Aufenthalts- und Arbeitsstipendiat der Kulturstiftung Sachsen im Künstlerhaus Schloss Wiepersdorf. 2002 war er Tübinger Kompositions-Stipendiat. 2008 war er Preisträger der 8. Kompositionwerkstatt des Saxionade. Ferner besuchte er Meisterkurse u. a. bei Wolfgang Rihm, Osvaldas Balakauskas, Paul-Heinz Dittrich, Gerhard Stäbler, Mathias Spahlinger, Folke Rabe und Dieter Schnebel. Er ist Vorsitzender des Sächsischen Musikbundes, Fachbeirat Musik des Kulturamtes Leipzig und Vorstandsmitglied von MusikProjektSachsen. Von 2008 bis 2010 war er Beiratsmitglied Musik/Darstellende Kunst der Kulturstiftung des Freistaates Sachsen. Zu seinen Werken gehören die Oper Leonce und Lena, die Rilke-Gesänge für Vokalquartett und Klavier (Uraufführung bei der Expo 2000 in Hannover), Assoluto für symphonisches Blasorchester (Uraufführung durch das Rundfunk-Blasorchester Leipzig) und den Orchesterzyklus Etüden.